# Mont Ikeda
Pour les articles homonymes, voir Ikeda.
Le mont Ikeda (池田山, Ikeda-san, Ikeda-yama) est une montagne située sur les territoires des bourgs d'Ikeda et Ibigawa, dans le district d'Ibi de la préfecture de Gifu au Japon.

## Géographie
Culminant à 924 m d'altitude, la montagne se trouve au centre des monts Ibuki. Le mont Ibuki, qui donne son nom à la chaîne de montagnes, se trouve à l'est-nord-est du mont Ikeda. La montagne est protégée au sein du parc quasi national d'Ibi-Sekigahara-Yōrō.

## Activités
Parce qu'il n'y a pas d'autres montagnes pour bloquer la vue du versant oriental du mont Ikeda, les grimpeurs peuvent facilement voir les villes de Gifu et Ōgaki dans la préfecture de Gifu et Ichinomiya et, si les conditions le permettent, Nagoya, toutes deux dans la préfecture d'Aichi. En raison de la vue dégagée, c'est l'un des endroits célèbres pour les vues de nuit dans la région de Tōkai.
Par ailleurs, en raison de l'espace dégagé et des vents favorables sur le versant est, le mont est populaire pour de nombreux sports aériens comme le deltaplane et le parapente.